# 阿倫湖
54°18′14″N 9°58′24″E / 54.3038°N 9.9734°E

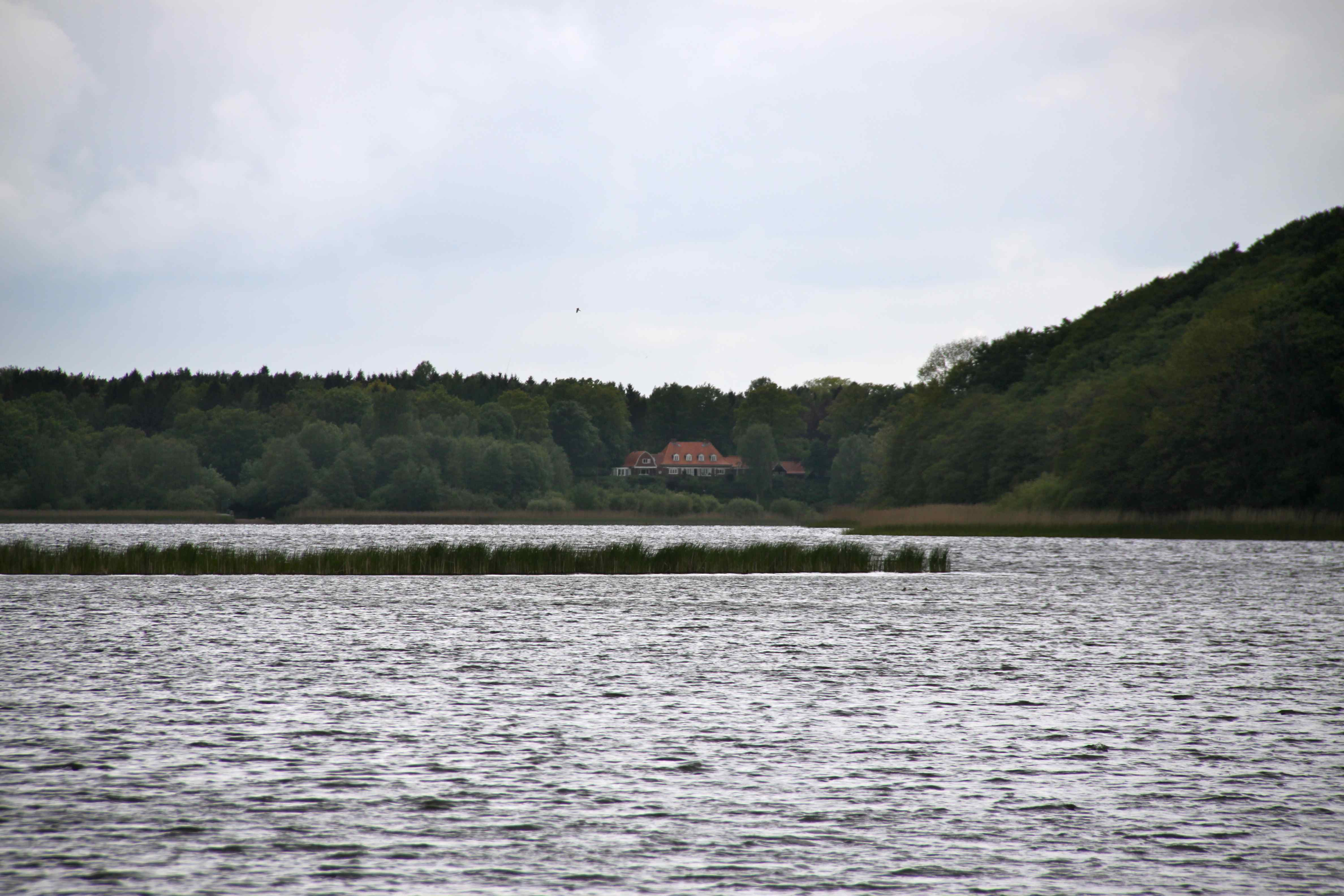

阿倫湖（德語：Ahrensee），是德國的湖泊，位於該國北部石勒蘇益格-荷爾斯泰因州，由倫茨堡-埃肯弗德縣負責管轄，面積0.56平方公里，海拔高度6.6米，平均水深4.3米，最大水深10.2米，水體容量236萬立方米，湖岸線長度4.3公里。